# Fortezza di Monleone
La fortezza di Monleone era un antico insediamento difensivo e d'avvistamento, voluto dalla Repubblica di Genova nel XII secolo, situata alle prime pendici ad ovest dell'abitato di Moneglia.

## Storia
Il castello fu costruito sulla collina di ponente nel 1173 da parte della Repubblica di Genova e del console Ingone di Flessa.
I lavori di edificazione durarono per un anno intero, tanto che nel 1174 fu duramente assediato dai soldati del conte Obizzo Malaspina, alleato quest'ultimo con le famiglie Da Passano e Fieschi. Tremila fanti e centocinquanta cavalieri attaccarono la fortezza che, nonostante la forte pressione degli assalitori, riuscì a resistere permettendo così alla repubblica genovese l'invio di un ulteriore esercito di rinforzo. Il contingente arrivato da Genova non solo riuscì a difendere il maniero monegliese, ma sottrasse ai Da Passano il vicino castello locale.
Attualmente all'interno dell'insediamento originario della fortezza di Monleone sorge un castello edificato nei primi anni del XX secolo, realizzato dall’architetto Venceslao Borzani per volontà del marchese De Fornari, simile alla dimora genovese dei Mackenzie, in stile Coppedé (stile liberty), di proprietà privata, nonché alcune case private. Rimane inoltre, separata dalle precedenti, anche una grossa porzione di resti originali della fortezza, di proprietà privata, sui quali sono stati eseguiti studi approfonditi, di concerto con la Soprintendenza Belle Arti e Paesaggio e tramite esperti dell'Università di Genova.